# HMNZS Leander
HMS/HMNZS „Leander” – krążownik lekki typu Leander, który służył w Królewskiej Marynarce Nowej Zelandii podczas II wojny światowej. Okręt prototypowy typu Leander, na który składało się 8 okrętów; przed przekazaniem do Royal New Zealand Navy służył w Royal Navy pod nazwą HMS „Leander”. Nazwany imieniem Leandra, kochanka kapłanki Hero.

## Opis konstrukcji
Typ Leander został zaprojektowany na podstawie doświadczeń zdobytych przy budowie i eksploatacji krążowników ciężkich typu York jako okręty eskortowe mające zapewnić osłonę dla konwojów przed atakami okrętów nawodnych. Głównym uzbrojeniem okrętów tego typu było osiem dział 152 mm ustawionych w czterech wieżach, w każdej po dwa działa. Opancerzenie mające chronić najwrażliwsze części okrętu, składało się z pasa burtowego, rozciągającego się wzdłuż przedziałów kotłowni i maszynowni, o grubości 76 mm oraz znajdującego się powyżej pokładu pancernego o grubości 31,75 mm. Cytadelę  od strony dziobu i rufy zamykały poprzeczne grodzie o grubości 38,1 mm. Pancerz skrzynkowy wokół komór amunicyjnych miał 88,9 mm wzdłuż burt oraz 63,5 mm od strony dziobu i rufy. Pokład pancerny nad komorami miał grubość 50,8 mm. Wieże artylerii głównej ochraniał pancerz 25,4 mm, natomiast maszynkę sterową do 31,75 mm do 38,1 mm. Łącznie masa opancerzenia wynosiła 845 ton.
Układ maszynowni liniowy. Sześć kotłów zostało ulokowane w trzech sąsiadujących kotłowniach (po dwa w jednym), z których spaliny były odprowadzane do pojedynczego komina. Za kotłowniami ulokowano dwa przedziały maszynowni (po dwa zespoły turbin w każdym), oddzielone od siebie pomieszczeniem maszyn pomocniczych. Maszynownia dziobowa napędzała śruby zewnętrzne, natomiast rufowa śruby wewnętrzne. 
Taki układ siłowni powodował, że istniało zagrożenie pozbawienia okręt napędu nawet przez jedno trafienie w śródokręcie.  

## Modyfikacje
W czasie wojny okręt został zmodyfikowany - zainstalowano 4 podwójne działka przeciwlotnicze kalibru 40 mm. Dokonano także modyfikacji katapult lotniczych, które wyposażone były początkowo w samolot Fairey Seafox, później w Supermarine Walrus.

## Historia
Zbudowany w stoczni HMNB w Devonport 13 lipca 1929 roku, do służby w Royal Navy przyjęty 23 lipca 1931 roku. Wraz z bliźniaczym HMS „Achilles” służył w Nowozelandzkim Dywizjonie Royal Navy. 
W 1941 Dywizjon Nowozelandzki Royal Navy przekształcono w Królewską Nowozelandzką Marynarkę Wojenną, do której HMS „Leander” został włączony jako HMNZS „Leander” we wrześniu 1941 roku.
W trakcie II wojny światowej służył początkowo na Oceanie Indyjskim i Pacyfiku. W 1941 roku dowódcą okrętu został kapitan Stephen Roskill. Pod jego dowództwem 27 lutego 1941 roku w okolicach Malediwów okręt zatopił włoski statek uzbrojony „Ramb I”, ratując 113 członków jego załogi. 23 marca 1941 roku przechwycił francuski statek „Charles L.D.” pomiędzy Mauritiusem a Madagaskarem. 14 kwietnia został odkomenderowany dla wsparcia operacji w Zatoki Perskiej, w trakcie wojny brytyjsko-irackiej, 18 kwietnia dołączył do grupy bojowej składającej się z lekkiego lotniskowca HMS „Hermes” i lekkiego krążownika HMS „Emerald”. 22 kwietnia został zwolniony z obowiązku wspierania sił w rejonie Zatoki Perskiej, dołączył natomiast do poszukiwań niemieckiego rajdera „Pinguin”, grasującego na Oceanie Indyjskim. W czerwcu 1941 roku okręt skierowano do wzmocnienia Floty Śródziemnomorskiej, gdzie brał udział w akcjach przeciwko viszystowskiej Francji (kampania syryjsko-libańska). Powrócił na Pacyfik w roku 1943.

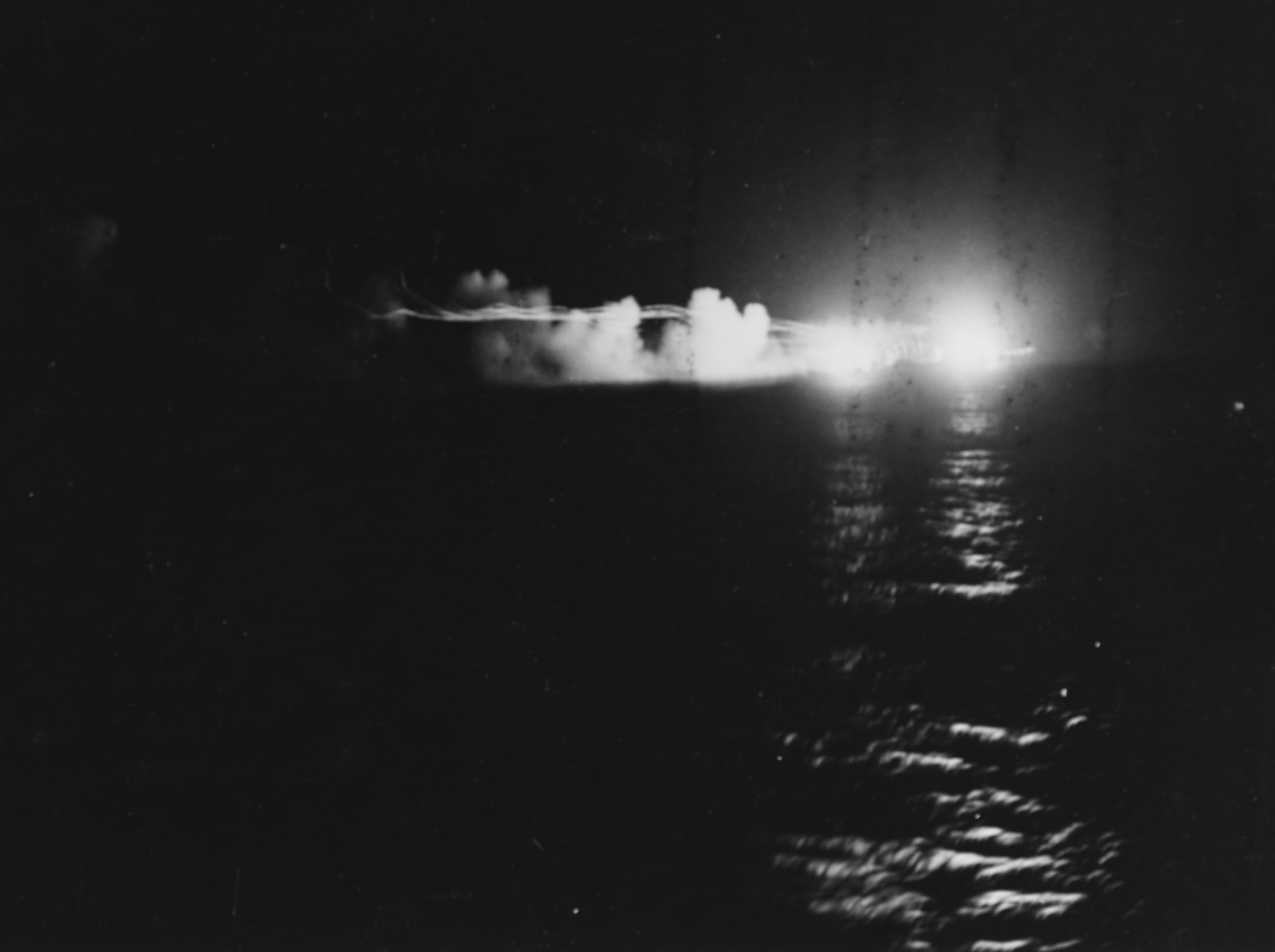
USS „St. Louis” i HMNZS „Leander” w trakcie bitwy pod Kolombangarą

13 lipca 1943 roku wchodził w skład Grupy Operacyjnej TG 36.1 kontradmirała W.L. Ainswortha (pozostałymi okrętami grupy były „USS Honolulu” i USS „St. Louis” oraz 10 niszczycieli z 21 i 12 eskadry). W składzie tej grupy wziął udział w bitwie pod Kolombangarą. W trakcie tej bitwy uczestniczył w zniszczeniu japońskiego lekkiego krążownika „Jintsu”, jednakże po wystrzeleniu ok. 160 pocisków, o godzinie 1.22 został trafiony w śródokręcie przez japońską torpedę „długą lancę”, która zniszczyła mu kotłownię A. Zginęło 27 członków załogi, w tym 24 zaginionych. Podobny los spotkał pozostałe krążowniki tej grupy operacyjnej . Uszkodzenia były tak wielkie, że okręt nie został zreperowany przed zakończeniem wojny. Naprawa miała miejsce w Auckland, później okręt skierowano do stoczni w Bostonie.
Okręt do służby powrócił 27 sierpnia 1945 roku, wracając jednocześnie pod banderę Royal Navy. 22 października 1946 roku był w składzie brytyjskiej flotylli mającej w demonstracyjny sposób przepłynąć Cieśninę Korfu zgodnie z zasadami prawa morskiego wobec niezgody Zjednoczonego Królestwa na próbę objęcia jej albańskimi wodami terytorialnymi. Zdarzenia, będące skutkiem tej wyprawy, są znane jako incydent w Cieśninie Korfu.
Został zezłomowany w 1950 roku.